# Andrea Hauksdóttir
Andrea Hauksdóttir (28 januari 1996) is een voetbalspeelster uit IJsland. Ze speelt als middenvelder voor Tampa Bay Sun FC in de USL Super League.

## Clubcarrière
Hauksdóttir begon met voetballen bij Breiðablik. In 2016 ging ze studeren voetballen aan de University of South Florida, waarvoor ze uitkwam in het universiteitsteam South Florida Bulls. In 2018 en 2019 werd ze hier uitgeroepen tot American Athletic Conference middenvelder van het jaar.
Na haar terugkeer in IJsland, werd Hauksdóttir in het seizoen 2021 verhuurd aan Le Havre. Na haar periode in Frankrijk tekende ze een contract bij het Amerikaanse Houston Dash. In 2022 maakte ze de overstap naar de Mexicaanse club Club América in de Liga MX Femenil. In Mexico kwam ze ook uit voor Mazatlán FC.
In juli 2024 keerde ze, na een korte periode in IJsland bij FH Hafnarfjörður, terug in de Verenigde Staten waar ze een contract tekende bij Tamp Bay Sun FC, actief in de USL Super League. Hier werd Hauksdóttir herenigd met Denise Schilte-Brown, die eerder haar trainer was bij de South Florida Bulls.

## Statistieken
| Seizoen | Club             | Land             | Competitie          | Wedstrijden | Doelpunten |
| ------- | ---------------- | ---------------- | ------------------- | ----------- | ---------- |
| 2011    | Breiðablik       | IJsland          | Úrvalsdeild         | 1           | 0          |
| 2012    | Breiðablik       | IJsland          | Úrvalsdeild         | 12          | 1          |
| 2013    | Breiðablik       | IJsland          | Úrvalsdeild         | 17          | 0          |
| 2014    | Breiðablik       | IJsland          | Úrvalsdeild         | 18          | 1          |
| 2015    | Breiðablik       | IJsland          | Úrvalsdeild         | 18          | 2          |
| 2016    | Breiðablik       | IJsland          | Úrvalsdeild         | 9           | 2          |
| 2017    | Breiðablik       | IJsland          | Úrvalsdeild         | 10          | 3          |
| 2018    | Breiðablik       | IJsland          | Úrvalsdeild         | 12          | 1          |
| 2019    | Breiðablik       | IJsland          | Úrvalsdeild         | 11          | 0          |
| 2020    | Breiðablik       | IJsland          | Úrvalsdeild         | 14          | 0          |
| 2020/21 | Le Havre         | Frankrijk        | Division 1 Féminine | 8           | 0          |
| 2021    | Breiðablik       | IJsland          | Úrvalsdeild         | 5           | 0          |
| 2021    | Houston Dash     | Verenigde Staten | NSWL                | 1           | 0          |
| 2024    | FH Hafnarfjörður | IJsland          | Úrvalsdeild         | 11          | 0          |
| 2024/25 | Houston Dash     | Verenigde Staten | USL Super League    | 12          | 0          |
| Totaal  | Totaal           | Totaal           | Totaal              | 78          | 11         |

Laatste update: 27 maart 2025

## Interlandcarrière
Hauksdóttir maakte in 2016 haar debuut voor het IJslandse nationale team in een wedstrijd op de Algarve Cup tegen Canada. In 2025 kwam ze voor haar land in actie in de Nations League.